# Contea di Floyd (Indiana)
La contea di Floyd (in inglese Floyd County) è una contea dello Stato dell'Indiana, negli Stati Uniti. La popolazione al censimento del 2010 era di 74 578 abitanti. Il capoluogo di contea è New Albany.
Deve il suo nome al generale John Floyd, un pioniere ucciso dagli indiani nel 1783, sebbene qualcuno attribuisca l'origine del nome al nipote di questi, Davis Floyd, molto attivo politicamente in quest'area agli inizi dell'Ottocento.